# Миронов, Николай Дмитриевич
Никола́й Дми́триевич Миро́нов (1880, Дрезден — 1936, Ариан, Тунис) — русский востоковед, индолог, санскритолог, политический деятель. Магистр санскритской словесности, доктор философии.

## Биография
Родился в семье Дмитрия Гавриловича и Таисии Алексеевны Мироновых. Окончил Первую Петербургскую гимназию.
Учился в Санкт-Петербургском и Страсбургском университетах, где его наставниками были специалист по литературе джайнизма и хотанских рукописям профессор Э. Лейман и иранист-компаративист профессор Генрих Хюбшман. В 1901–1902 годах в Берлинском университете слушал лекции исследователя Авесты ираниста профессора Карла Фридриха Гельднера, а также крупного специалиста в области пракритской грамматики профессора Рихарда Пишеля и тохароведа профессора Эмиля Зига. В 1902–1903 годах учился в Боннском университете у профессора-санскритолога Германа Георга Якоби.
В октябре 1903 года на факультете восточных языков Императорского Санкт-Петербургского университета получил степень магистра санскритской словесности. В том же году в Страсбургском университете защитил диссертацию «Дхармапарикша Амитагати», посвящённую исследованию сочинения джайнского автора XI века и получил диплом доктора философии.
Во время революции 1905 года Миронов был доцентом Московского университета и преподавателем санскрита. Миронов создал эсеровскую группу под названием «Организация вооруженного восстания» и её печатным орган — бюллетень «Буревестник». Привлек к сотрудничеству в бюллетене А. Ф. Керенского. «Буревестник» вскоре стал одним из ведущих изданий партии социалистов-революционеров, но сам Миронов так и не выбился в эсеровские лидеры.
В 1909—1911 годах Миронов публикует ряд статей в периодических научных изданиях: «Известия Императорской Академии наук», «Bibliotheca Buddhica», «Журнал Министерства народного просвещения», «Записки Восточного отделения Русского археологического общества», статьи об Индии, индийской литературе, религии и философии в энциклопедическом словаре Брокгауза и Ефрона.
В 1916 году был приглашён на должность приват-доцента историко-филологического отделения Петроградского университета.
После Февральской революции Миронов при поддержке Керенского был назначен начальником вновь созданного отдела контрразведки министерства юстиции. 27 июля 1917 года назначен начальником контрразведывательного отдела штаба Петроградского военного округа вместо Б. В. Никитина.
Основные усилия Миронов направлял на поиск «контрреволюции» и «монархических заговоров». Первым стало дело генерала В. И. Гурко, который был арестован 21 июля 1917 года на основании распоряжения, подписанного лично Керенским. Причиной ареста стало письмо, которое Гурко адресовал бывшему императору, где содержались резкие слова в адрес революции и её вождей.
Перед корниловским выступлением «Мироновской контрразведке» удалось выявить и арестовать часть сторонников Корнилова в Петрограде.
Накануне корниловского выступления вместе с Б. В. Савинковым Миронов прибыл в Ставку для производства ареста наиболее видных членов заговорщической группы. Но в Могилеве, где располагалась Ставка, полномочия Миронова и его указания никто не воспринимал как обязательные к исполнению. Больше того, генерал Корнилов заявил Савинкову при конфиденциальной беседе, что если Миронов приступит к арестам, то сам будет немедленно расстрелян.
Во время гражданской войны уехал в Иркутск. С октября 1918 года Миронов начинает преподавать на кафедре сравнительного языковедения и санскритологии только что открывшегося Иркутского университета в должности экстраординарного профессора, а с 1920 года руководит кабинетом востоковедения.
После окончательного установления Советской власти в Сибири эмигрировал в Китай.
С 1926 года и до своей кончины в 1936 году жил в Ариане (Тунис).

## Научные труды
на русском языке
- Миронов Н. Д. Из рукописных материалов экспедиции М.М. Березовского в Кучу // ИИАН. 1909. С. 547–562.
- Миронов Н. Д. Джинистские заметки, I–II // ИИАН. 1911. С. 349–354, 501–508.
- Миронов Н. Д. Рецензия на книгу: A Hilka, “Beiträge sur Kenntnis der indischen Namengebung”// Живая старина. 1911. С. 157–162.
- Миронов Н. Д. Devagraamakathaa (к вопросу о брахманах Мада) // Записки Восточного отделения Российского археологического общества. 1911. Т. 20. Вып. 2–3. С. 211–230.
- Миронов Н. Д. О статье Зига и Зиглинга «Tocharische, die Sprache der Indoscythen» // Записки Восточного отделения Российского археологического общества. 1910. Т. 19. Вып. 2. С. XXII.
- Миронов Н. Д. «Новейшая литература по древним языкам Восточного Туркестана» (рец. на ст. S. Levi и Meillet и Emil Smith) // Записки Восточного отделения Российского археологического общества. 1911–1912. Т. 21. Вып. 1. С. 107.
- Миронов Н. Д. Две джайнские сказки // Живая старина. 1912. Т. 21. Вып. 2–4. С. 489–494.
- Миронов Н. Д. Рецензия на перевод «Хитопадеши» Орлова М. И. // Журнал Министерства народного просвещения. 1913. Вып. 44. С. 54–55.
- Миронов Н. Д. Рецензия на книгу бар. А. Ф. Сталь-Гольстейна “Kien-ch’ui-fantsan” etc. // Записки Восточного отделения Российского археологического общества. 1914. Т. 22. С. 225.
- Миронов Н. Д. Рецензия на «Законы Ману» С. Д. Эльмановича // Журнал Министерства народного просвещения. 1915. Вып. 55. С. 403–409.
- Миронов Н. Д. Каталог индийских рукописей. Вып. I. Пг., 1914 (Каталоги Азиатского музея).
- Миронов Н. Д. Каталог индийских рукописей Российской публичной библиотеки. Собрание И. П. Минаева и некоторые другие. Вып. 1. Пг., 1918.
- Миронов Н. Д. Введение в языковедение: курс, читанный в Иркутском государственном университете в 1918–1919 гг. / Н.Д. Миронов; Иркут. Гос. Ун-т. Изд. слушателей. [Иркутск], [1919].

на других языках
- Mironov N. D. Dignāga’s Nyāyapraveśa and Haribhadra’s Commentary on it // Jaina–Śāsan. 1911. Extra no. P. 133–138.
- Shirokogoroff S. M., Mironov N. D. Sramana-Shaman. Etymology of the word «shaman» // Journal of the North China Branch of the Royal Asiatic Society. — 1924. — Т. 55. — С. 105-130.
- Mironov N. D. Buddhist Miscellanea. 1. Avalokiteśvara, Kuan-yin, 2 Central Asian recensions of the Saddharmapuõóarika // Journal of the Royal Asiatic Society[англ.]. 1927. P. 241–279.
- Mironov N. D. Kuchean Studies. I. Indian Loan-words in Kuchean // Rocznik Orientalistyczny[пол.]. 1929. 6 (2). P. 89–169.
- Mironov N. D. Nyāyapraveśa. I. Sanskrit Text ed. and Reconstructed by N.D. Mironov // T'oung Pao[англ.]. 1931. Vol. 1–2. P. 1–24.
- Mironov N. D. The Prajñāpāramitāhrdayasūtra as an Inscription // Journal of Urusvati Himalayan Institute of Roerich Museum. Naggar, Kulu, 1932. No. 24. P. 73–78.
- Mironov N. D. Aryan Vestiges in the Near East of the Second Millenary B.C. // Archív Orientální[англ.]. 1932–1933. 11 P. 140–217.

### Переводы
- Mahāvyutpatti, издал И.П. Минаев, 2-е издание с указателем, составил Н. Д. Миронов. Вып. 1–3. СПб., 1911 (Bibliotheca Buddhica. XIII).